# Барокко
Барокко
Баро́кко (итал. barocco, дословно — «вычурный», порт. pérola barroca) — одна из характеристик европейской культуры эпохи XVII—XVIII веков, центром которой была Италия. Барокко — один из самых многозначных терминов в истории и теории художественной культуры. Условность этого определения заключается прежде всего в том, что словом «барокко» обозначают самые разные явления: художественное направление (компендиум идей, философских концепций, эстетических норм и правил), противопоставляемое классицизму, исторический художественный стиль, ряд историко-региональных художественных стилей, течений и школ, индивидуальные стили и манеры работы отдельных мастеров. В разных странах эта эпоха имеет различную хронологию, периодизацию и терминологические определения. Понятие «стиль барокко» в наибольшей степени применимо к искусству XVII века, но «искусство этого времени включает и проявления классицизма, живущие бок о бок с барочными элементами».
Этим же обобщающим термином называют «последние, критические стадии развития других стилей, тенденцию беспокойного, романтического мироощущения, мышления в экспрессивных, неуравновешенных формах». Поэтому слово «барокко» используют в качестве метафоры в смелых историко-культурных обобщениях: «эпоха барокко, мир барокко, человек барокко, жизнь барокко (итал. la vita barocca)».
В каждом историческом периоде развития искусства исследователи культуры видят своё «барокко» — пик творческого подъёма, концентрации эмоций, напряжения форм. Исследователи пишут о качествах баро́чности как неотъемлемом свойстве отдельных национальных культур и исторических типов искусства. Американский архитектор Р. Вентури в книге «Сложность и противоречие в архитектуре» (1966), испанский философ Хосе Ортега-и-Гассет, кубинский писатель Алехо Карпентьер провозгласили барочность «человеческой константой, особенно в отношении латиноамериканского мира». Авторы призывали покончить с заблуждением, представляющим барокко как стиль, порождённый эпохой XVII—XVIII веков. А. Карпентьер писал: «Дух барокко может возродиться в любой момент… Ибо это дух, а не исторический стиль… Барочность — более, чем стиль барокко. Это своеобразный творческий импульс, циклично повторяющийся на протяжении всей истории искусства в любых его проявлениях, будь то литература, скульптура, архитектура или музыка… Барочность в лице Александра Македонского, Карла Великого или Наполеона Бонапарта представляет собой кульминационную точку, расцвет определённой цивилизации». Против такого подхода выступают историки искусства, стремящиеся локализовать хронологические границы феномена барокко исключительно в качестве художественного стиля. В этом противоречии заключается основная коллизия терминологии барокко и барочности.

## Этимология и семантика термина
Происхождение слова барокко вызывает больше споров, чем объяснение названий других художественных стилей. Существует несколько основных версий. Португальское словечко barroco использовалось моряками и торговцами для обозначения жемчужин неправильной, искажённой формы. Отсюда, в частности, perla barocca («испорченная жемчужина») — слуховое окно в форме изогнутого овала, часто встречающееся в барочной архитектуре. В середине XVI века это слово отмечено в разговорном итальянском языке как синоним всего грубого, фальшивого, неуклюжего. Во французских словарях оно появляется с 1718 года и трактуется как бранное. Однако у французских ювелиров глагол baroquer означает «смягчать контур, делать форму мягкой, живописной».
Слово baroco в итальянском языке считают также ложным силлогизмом, азиатской формой логики, приёмом софистики, основанным на метафорическом мышлении. Как в жемчужинах неправильной формы, в силлогизмах барокко отражена ложность, скрываемая метафоричностью. Лишь много позднее это слово стали использовать для обозначения конкретного исторического художественного стиля. Одна из спорных теорий предполагает происхождение всех этих европейских слов от латинского bis-roca, «скрученный камень». Другая теория — от латинского verruca, «крутое высокое место, дефект в драгоценном камне». Наконец, ещё одна теория предполагает, что это слово во всех упомянутых языках является пародийным с точки зрения лингвистики, и его словообразование может объясняться его значением: необычностью, неестественностью, неоднозначностью и обманчивостью. Неоднозначность стиля барокко объясняется его происхождением. Как считают некоторые исследователи, он был заимствован из архитектуры турок-сельджуков.
Использование термина в этом смысле историками и критиками искусства начинается с середины XVIII столетия и относится к фигуративному искусству и, несколько позднее, к литературе. Причём в то время стиль барокко отождествляли с другим понятием: рококо, которое также трактовали, как например Д. Дидро, исключительно в негативном смысле. К примеру, ещё в 1904—1905 годах крупнейший французский исследователь Саломон Рейнак не замечает этого стиля и целой эпохи в развитии европейского искусства, лишь вскользь и пренебрежительно вспоминает о «суетливом иезуитском стиле» как о не имеющем никаких достоинств и являющемся «умственным заблуждением». Эрнст Гомбрих писал: «Слово „барокко“, означающее „причудливый“, „нелепый“, „странный“, также возникло позднее как язвительная насмешка, как жупел в борьбе со стилем XVII века. Этот ярлык пустили в ход те, кто считал недопустимыми произвольные комбинации классических форм в архитектуре. Словом „барокко“ они клеймили своевольные отступления от строгих норм классики, что для них было равнозначно безвкусице». И только в конце XIX века произошла переоценка барокко, благодаря переходу от импрессионизма к символизму, в котором обозначились связи нового искусства XX века с эпохой барокко.
На смену отрицанию постепенно приходило научное осмысление. В разных контекстах слово барокко могло означать «вычурность», «неестественность», «неискренность», «элитность», «деформированность», «преувеличенную эмоциональность». Все эти оттенки слова барокко в большинстве случаев не воспринимались как негативные, а использовались для обозначения характерных свойств художественного стиля.

## История изучения
Одной из первых монографий, посвящённых барокко, стала книга Г. Вёльфлина «Ренессанс и барокко» (нем. Renaissance und Barock, 1888 год). Книга написана Вёльфлином в годы, когда он был стипендиатом Немецкого археологического института в Риме (1887—1889). В 1893 году Вёльфлин сменил Я. Буркхардта на кафедре истории искусства Базельского университета. Его не удовлетворяла классическая университетская «описательная история искусства», собственную концепцию Вёльфлин назвал «систематической». В отличие от своих предшественников Вёльфлин рассматривал категории «ренессанс» и «барокко» как различные психологические интерпретации стиля. Таким образом, впервые в работах Вёльфлина стиль барокко, прежде всего в архитектуре, представал не чем-то чуждым и противоположным Ренессансу, а в качестве «психологической интерпретации ренессансных ордерных форм». Оригинальную концепцию стиля в изобразительном искусстве Вёльфлин последовательно развивал в книгах «Ренессанс и барокко» (1888), «Классическое искусство» (1899), «Основные понятия истории искусств. Проблема эволюции стиля в новом искусстве» (1915). На основе наблюдений механизмов взаимодействия феноменов, определяемых классической оппозицией «ренессанс — барокко», Вёльфлин вывел пять пар «основных понятий истории искусства»:
1. линейность — живописность;
2. плоскость — глубина;
3. замкнутая форма — открытая форма (тектоничность и атектоничность);
4. множественность — единство (множественное единство и целостное единство);
5. ясность — неясность (безусловная и условная ясность).

Левая часть «пар понятий» характеризует, по утверждению Вёльфлина, ранние стадии развития любого исторического типа искусства, а также искусство классицизма, правая — поздние стадии и искусство стиля барокко. Я. Буркхардт в последнем случае использовал термин «рококо».
Таким образом, исторический стиль барокко занял своё место между Ренессансом и классицизмом, а его позднюю стадию продолжали именовать рококо. Характерными чертами барокко Вёльфлин называл живописность и страстность. Макс Дворжак выделил из раннего барокко маньеризм. Ныне эта концепция не разделяется большинством ученых, а рококо стали рассматривать в качестве самостоятельного и самобытного художественного стиля. Эрвин Панофский предложил видеть в барокко не антитезу, а продолжение классицистического искусства Ренессанса. Соответственно, вёльфлиновскую оппозицию «ренессанс — барокко» переименовали в «классицизм — барокко», поскольку искусство Высокого Возрождения в Риме, согласно современным представлениям о стилевом развитии искусства, расценивают как римский классицизм XVI века.

## Полистилизм искусства эпохи барокко
Многообразие стилевых проявлений в одну и ту же грандиозную эпоху, именуемую эпохой барокко, сделало этот стиль «столь богатым на противоречия и парадоксы, не имеющие параллелей ни в одном другом периоде искусства». Существуют итальянское барокко, французское барокко, немецкое барокко, римское «классическое барокко», различные «барочно-рокайльные стили» и даже «ультрабарокко» в странах Латинской Америки.
Барокко свойственны контрастность, напряжённость, динамичность образов, аффектация, обостренная чувственность; стремление к величию образов и пышности форм, к совмещению реальности и иллюзии, к слиянию различных родов, видов и жанров искусства в грандиозных монументах, городских и дворцово-парковых ансамблях, опере и музыкальной драме, культовой музыке, оратория; и, одновременно, тенденции к автономии отдельных жанров (кончерто гроссо, соната, сюита в инструментальной музыке).

## Мировоззренческие основы искусства барокко
Формирование исторического стиля барокко отчасти является следствием кризиса идеалов Итальянского Возрождения в середине XVI в. и стремительно меняющейся картины мира на рубеже XVI—XVII вв. Поразительно, но самая великая эпоха в истории искусства была коротка — всего каких-нибудь десять-пятнадцать лет. В 1514 году умер Браманте. В 1519 году уже не было в живых Леонардо да Винчи, в 1520 году скончался Рафаэль. И только Микеланжело продолжал работать до 1564 года. Тем не менее это была уже другая эпоха. Предыдущее столетие в Италии было в художественном отношении настолько сильным, что его идеи, несмотря на все трагические коллизии, не могли исчезнуть внезапно, они продолжали оказывать значительное влияние на умы людей. А шедевры искусства Высокого Возрождения — произведения Леонардо, Микеланжело, Рафаэля — казались недосягаемыми. В этом суть трагических противоречий эпохи барокко. Это было время болезненных изменений мировоззрения, неожиданных поворотов человеческой мысли, отчасти вызванное великими географическими и естественно-научными открытиями.
В 1445 году Иоганн Гутенберг положил начало книгопечатанию, в 1492 году Х. Колумб открыл Америку, Васко да Гама в 1498 году — морской путь в Индию. В 1519—1522 годах Ф. Магеллан совершил первое кругосветное плавание, к 1533 году предложенная Н. Коперником концепция движения Земли вокруг Солнца стала завоевывать признание. Исследования Галилея, Кеплера разрушали прежние привычные представления о завершенном, неподвижном и гармоничном мире. То, что раньше казалось абсолютно ясным, незыблемым и вечным, стало буквально рассыпаться на глазах. До этого времени человек, к примеру, был абсолютно уверен, что Земля — плоское блюдце, а Солнце заходит за его край, отчего становится темно ночью. Теперь его стали убеждать, что Земля — не тарелка, а шар, да ещё вращается вокруг Солнца. Это противоречило зрительным впечатлениям. Человек продолжал видеть по-прежнему: плоскую неподвижную землю и движение небесных тел над головой. Он ощущал твердость материальных предметов, но ученые стали доказывать, будто это всего лишь видимость, а на самом деле — не что иное, как множество пульсирующих центров магнитных сил. Было от чего прийти в смятение. Правда, законы Кеплера согласовывались с пифагорейской теорией «музыки сфер», а Ньютон не спешил обнародовать свои открытия. Научные данные всё более противоречили жизненному опыту и видимому образу мира. Обострялось различие реальности и действительности. Произошёл бесповоротный психологический надлом — основа будущего стиля барокко.
Значительно пошатнулось и представление о «венце Творения» — человеке. Если совсем недавно, в эпоху Возрождения, ученый-гуманист Пико делла Мирандола утверждал в «Речи о достоинстве человека», что находящийся в самом центре мира человек всемогущ и может «обозревать всё… и владеть, чем пожелает», то в XVII столетии по выражению Блеза Паскаля, "человек всего лишь мыслящий тростник, удел его трагичен, так как, находясь на грани двух бездн — бесконечности и небытия, он неспособен разумом охватить ни то ни другое и оказывается чем-то средним между всем и ничем… Он улавливает лишь видимость явлений, ибо неспособен познать ни их начало, ни конец"че. Английский поэт Джон Донн, современник Шекспира, написал такие строки:

Так много новостей за двадцать лет

И в сфере звезд, и в облике планет,

На атомы Вселенная крошится,

Все связи рвутся, все в куски дробится.

Основы расшатались, и сейчас

Все стало относительным для нас.
Оригинальный текст (англ.)And freely men confess that this world's spent,

When in the planets and the firmament

They seek so many new; they see that this

Is crumbled out again to his atomies.

‘Tis all in pieces, all coherence gone,

All just supply, and all relation;
— Джон Донн «Анатомия мира», 1611 
(в переводе Румера О. Б.)
Ещё в первой трети XVI в., человек стал остро ощущать противоречия между видимостью и знанием, идеалом и действительностью, иллюзией и правдой. Именно в эти годы складывались взгляды, согласно которым чем неправдоподобнее произведение искусства, чем резче оно отличается от наблюдаемого в жизни, тем оно интереснее, привлекательнее с художественной точки зрения. Всё новое, необычное, призрачное, динамичное стало казаться красивым. Ясное, уравновешенное, гармоничное — вялым и скучным. Такая эстетика не согласовывалась с «божественным идеалом» искусства Рафаэля и его школы.
Художники и их заказчики называли друг друга не иначе как гениальный, неподражаемый и вполне серьёзно именовали себя новыми Плутархами, Цезарями, Августами… Главный способ художественного выражения — иносказание, аллегория. Превыше всего ценились благородный замысел и декоративное расположение деталей. Всё это именовалось словом «кончетто» (итал. сoncetto — представление, выражение). «Кончетто» в своей основе имело литературную программу, часто в виде развернутого текста, сочиненного так называемыми инвенторами (от лат. inventio — изобретение, сочинение). Посредством неожиданных сопоставлений, сравнений, метафор, инверсий, точно так же как в формальных приемах ракурсов, эффектах светотени — анаморфозах (обманах зрения), художники барокко создавали особую, фантастическую атмосферу несоединимого и небывалого. Возникали новые смысловые связи, олицетворения, исторические аллюзии, ассоциации и тем самым расширялись возможности искусства, ломались традиционные жанровые преграды.
Эпоха барокко высвобождает время городских жителей из высшего и среднего класса ради развлечений: вместо паломничеств — променад (прогулки в парке); вместо рыцарских турниров — «карусели» (прогулки на лошадях) и карточные игры; вместо мистерий — театр и бал-маскарад. Можно добавить ещё появление качелей и «огненных потех» (фейерверков). В интерьерах место икон заняли портреты и пейзажи, а музыка из духовной превратилась в приятную игру звуков.
Эпоха барокко отвергает традиции и авторитеты как суеверия и предрассудки. Истинно все то, что «ясно и отчётливо» мыслится или имеет математическое выражение, заявляет философ Декарт. Поэтому барокко — это ещё век Разума и Просвещения. Не случайно слово «барокко» иногда возводят к обозначению одного из видов умозаключений в средневековой логике — к baroco. В Версальском дворце появляется первый европейский парк, где идея леса выражена предельно математически: липовые аллеи и каналы словно вычерчены по линейке, а деревья подстрижены на манер стереометрических фигур. В армиях эпохи барокко, впервые получивших униформу, большое внимание уделяется «муштре» — геометрической правильности построений на плацу.

## Человек эпохи барокко
Человек эпохи барокко отвергает естественность, которая отождествляется с дикостью и невежеством. Женщина барокко дорожит бледностью кожи, на ней вычурная причёска, корсет и искусственно расширенная юбка на каркасе из китового уса. Она на каблуках.
А идеалом мужчины в эпоху барокко становится джентльмен — от англ. gentle: «мягкий», «нежный», «спокойный». Он предпочитает брить усы и бороду, душиться духами и носить напудренные парики. К чему сила, если теперь убивают, нажимая на спусковой крючок мушкета? В эпоху барокко естественность — это синоним зверства, дикости, вульгарности и сумасбродства. Для философа Гоббса естественное состояние (англ. state of nature) — это состояние, которое характеризуется анархией и войной всех против всех.
Барокко характеризует идея облагораживания естества на началах разума. Необходимость в чём-либо («нужду») не терпеть, но «благообразно в приятных и учтивых словах предлагать» (Юности честное зерцало, 1717). Согласно философу Спинозе, влечения уже составляют не содержание греха, но «саму сущность человека». Поэтому аппетит оформляется в изысканном столовом этикете (именно в эпоху барокко появляются вилки и салфетки); любовный интерес — в учтивом флирте, ссоры — в утончённой дуэли.
Для барокко характерна идея спящего бога — деизм. Бог мыслится не как Спаситель, но как Великий Архитектор, который создал мир подобно тому, как часовщик создаёт механизм. Отсюда такая характеристика барочного мировоззрения как механицизм. Закон сохранения энергии, абсолютность пространства и времени гарантированы словом Бога. Однако, сотворив мир, Господь почил от своих трудов и никак не вмешивается в дела Вселенной. Такому Богу бесполезно молиться — у Него можно только учиться. Поэтому подлинными хранителями Просвещения являются не пророки и священники, а учёные-естествоиспытатели. Исаак Ньютон открывает закон всемирного тяготения и пишет фундаментальный труд «Математические начала натуральной философии» (1689), а Карл фон Линней систематизирует биологию («Система природы», 1735). Повсюду в европейских столицах учреждаются Академии Наук и научные общества.
Многообразие восприятия повышает уровень сознания — примерно так говорит философ Лейбниц. Галилей впервые направляет телескоп к звёздам и доказывает вращение Земли вокруг Солнца (1611), а Левенгук под микроскопом обнаруживает крошечные живые организмы (1675). Огромные парусники бороздят просторы мирового океана, стирая белые пятна на географических картах мира. Литературными символами эпохи становятся путешественники и искатели приключений: Робинзон Крузо, судовой врач Гулливер и барон Мюнхгаузен.
«В эпоху барокко происходило становление принципиально нового, отличного от средневекового, аллегорического мышления. Сформировался зритель, способный понимать язык эмблемы. Иносказание стало нормой художественной лексики во всех видах пластических и зрелищных искусств, включая и такие синтетические формы, как празднества».

## Барокко в архитектуре
Для архитектуры барокко (Л. Бернини, Ф. Борромини в Италии, Б. Ф. Растрелли в России, Ян Кристоф Глаубиц в Речи Посполитой) характерны: пространственный размах, слитность, текучесть сложных, обычно криволинейных форм. Часто встречаются развёрнутые масштабные колоннады, изобилие скульптуры на фасадах и в интерьерах, волюты, большое число раскреповок, лучковые фасады с раскреповкой в середине, рустованные колонны и пилястры. Купола приобретают сложные формы, часто они многоярусные, как у собора Св. Петра в Риме. Характерные детали барокко — теламон (атлант), кариатида, маскарон.
В итальянской архитектуре самым видным представителем барокко искусства был Карло Мадерна (1556—1629 гг.), который порвал с маньеризмом и создал свой собственный стиль. Его главное творение — фасад римской церкви Санта-Сузанна (1603 год). Основной фигурой в развитии барочной скульптуры был Лоренцо Бернини, чьи первые исполненные в новом стиле шедевры относятся приблизительно к 1620 году. Бернини был также и архитектором. Ему принадлежит архитектурное оформление площади собора Св. Петра в Риме, а также другие строения. Значительный вклад оставили Карло Фонтана, Карло Райнальди, Гварино Гварини, Бальдассаре Лонгена, Луиджи Ванвителли, Пьетро да Кортона. На Сицилии после крупного землетрясения 1693 года появился новый стиль позднего барокко — сицилийское барокко. Свет выступает как принципиально важный элемент барочного пространства, попадая в церкви через нефы.
Квинтэссенцией барокко, впечатляющим слиянием живописи, скульптуры и архитектуры считается капелла Корнаро в римской церкви Санта-Мария-делла-Витториа (1645—1652 годы).
Стиль барокко получает распространение в Испании, Германии, Бельгии (тогда Фландрии), Нидерландах, России, Франции, Речи Посполитой. Испанское барокко, или по-местному чурригереско (в честь архитектора Чурригеры), распространившееся также в Латинской Америке. Наиболее популярный памятник его — Собор Святого Иакова в Сантьяго-де-Компостела, является также одним из наиболее почитаемых верующими храмов Испании. В Латинской Америке барокко смешалось с местными архитектурными традициями, это — самый вычурный его вариант, и называют его ультрабарокко.
В отношении архитектуры Франции XVII в. иногда употребляют термин «барочный классицизм». К такому классицистически-барочному стилю причисляют Версальский дворец вместе с регулярным парком, Люксембургский дворец, здание Французской Академии в Париже и др. произведения. Они действительно имеют некоторые черты классицизма. Характерной чертой стиля барокко является регулярный стиль в садово-парковом искусстве, примером которого является Версальский парк.
Позже, в начале XVIII века французы выработали свой стиль — рококо. Он проявился не во внешнем оформлении зданий, а только в интерьерах, а также в оформлении книг, в одежде, мебели, живописи. Стиль был распространён повсюду в Европе и в России.
В Бельгии выдающимся памятником барокко является ансамбль Гранд-Плас в Брюсселе. Черты барокко имеет дом Рубенса в Антверпене, построенный по собственному проекту художника.
В России предпосылки стиля барокко появляются в XVII веке. Однако согласно работам Б. Р. Виппера и по относительно недавним исследованиям О. М. Иоаннисяна так называемое «нарышкинское барокко» не является барокко в полном смысле этого слова, как и «голицынское барокко», за исключением безусловно барочной церкви Знамения в Дубровицах (1690—1703) в городе Подольске под Москвой.
Поэтому правильнее говорить «нарышкинский стиль». В XVIII веке в правление Петра I получает развитие в Санкт-Петербурге и пригородах в творчестве Д. Трезини — так называемое «петровское барокко» (более сдержанное), и достигает расцвета в правление Елизаветы Петровны творчестве С. И. Чевакинского и Б. Ф. Растрелли в особенном сплаве, так называемом елизаветинском, или «барочно-рокайльном, стиле».
В Германии, как и в других странах «к Северу от Альп», барокко проявлялось в соединении с иными художественными стилями и историко-региональными традициями. Так выдающимся памятником эпохи барокко является «Новый дворец» (авторы — И. Г. Бюринг, Х. Л. Мантер) в Потсдаме под Берлином, в котором, однако, доминируют черты неоклассицизма. Старый дворец императора Фридриха Великого и парк Сан-Суси в Потсдаме также демонстрируют особенную историко-региональную стилевую разновидность: фридерицианского рококо, в которой совмещаются барочные и рокайльные черты.
Самые крупные и знаменитые ансамбли барокко в мире: Версаль (Франция), Петергоф и Царское Село (Россия), Аранхуэс (Испания), Цвингер (Германия), парк дворца Шёнбрунн (Австрия; сам дворец является образцом эпохи венского рококо).
В Великом княжестве Литовском получили распространение стили сарматское барокко и виленское барокко, крупнейший представитель — Ян Кристоф Глаубиц. Среди его известных проектов — перестроенные Костёл Вознесения Господня (Вильнюс), Софийский собор (Полоцк) и др.

## Барокко в живописи
Стиль барокко в живописи характеризуется динамизмом композиций, «плоскостью» и пышностью форм, аристократичностью и незаурядностью сюжетов. Самые характерные черты барокко — броская цветистость и динамичность; яркий пример — творчество Рубенса и Караваджо.
Микеланджело Меризи (1571—1610), которого по месту рождения близ Милана прозвали Караваджо, считают самым значительным мастером среди итальянских художников, создавших в конце XVI в. новый стиль в живописи. Его картины, написанные на религиозные сюжеты, напоминают реалистичные сцены современной автору жизни, создавая контраст времён поздней античности и Нового времени. Герои изображены в полумраке, из которого лучи света выхватывают выразительные жесты персонажей, контрастно выписывая их характерность. Последователи и подражатели Караваджо, которых поначалу называли караваджистами, а само течение караваджизмом, такие как Аннибале Карраччи (1560—1609) или Гвидо Рени (1575—1642), переняли буйство чувств и характерность манеры Караваджо, так же как и его натурализм в изображении людей и событий.
Питер Пауль Рубенс (1577—1640) в начале XVII в. учился в Италии, где усвоил манеру Караваджо и Каррачи, хотя и прибыл туда лишь по окончании курса обучения в Антверпене. Он счастливо сочетал лучшие черты школ живописи Севера и Юга, сливая в своих полотнах природное и сверхъестественное, действительность и фантазию, учёность и духовность. Помимо Рубенса международного признания добился ещё один мастер фламандского барокко, Ван Дейк (1599—1641). С творчеством Рубенса новый стиль пришёл в Голландию, где его подхватили Франс Хальс (1580/85-1666), Рембрандт (1606—1669) и Вермеер (1632—1675). В Испании в манере Караваджо творил Диего Веласкес (1599—1660), а во Франции — Никола Пуссен (1593—1665), который, не удовлетворившись школой барокко, заложил в своём творчестве основы нового течения — классицизма.

## Барокко в скульптуре
Скульптура — неотъемлемая часть стиля барокко. Величайшим скульптором и признанным архитектором XVII века был итальянец Лоренцо Бернини (1598—1680). Среди самых известных его скульптур — мифологические сцены похищения Прозерпины богом подземного царства Плутоном и чудесного превращения в дерево нимфы Дафны, преследуемой богом света Аполлоном, а также алтарная группа «Экстаз святой Терезы» в одной из римских церквей. Последняя из них со своими вырубленными из мрамора облаками и словно развевающимся на ветру одеянием персонажей, с театрально преувеличенными чувствами, очень точно выражает устремления скульпторов этой эпохи.
В Испании в эпоху стиля барокко преобладали деревянные скульптуры, для большого правдоподобия их делали со стеклянными глазами и даже хрустальной слезой, на статую часто надевали настоящие одежды. Ведущим мастером стал работавший в Гранаде и Малаге Педро де Мена.

## Барокко в литературе
Основными темами литературы барокко являются Vanitas (тщета, мимолётность сущего), Memento More (помни о смерти) и Carpe Diem (лови момент). Писатели и поэты в эпоху барокко воспринимали реальный мир как иллюзию и сон. Реалистические описания часто сочетались с их аллегорическим изображением. Широко используются символы, метафоры, театральные приёмы, графические изображения (строки стихов образуют рисунок), насыщенность риторическими фигурами, антитезами, параллелизмами, градациями, оксюморонами. Бытует бурлескно-сатирическое отношение к действительности. Для литературы барокко характерны стремление к разнообразию, к суммированию знаний о мире, всеохватность, энциклопедизм, который иногда оборачивается хаотичностью и коллекционированием курьёзов, стремление к исследованию бытия в его контрастах (дух и плоть, мрак и свет, время и вечность). Этика барокко отмечена тягой к символике ночи, теме бренности и непостоянства, жизни-сновидения (Ф. де Кеведо, П. Кальдерон). Известна пьеса Кальдерона «Жизнь есть сон». Развиваются и такие жанры, как галантно-героический роман (Ж. де Скюдери, М. де Скюдери), реально-бытовой и сатирический роман (Фюретьер, Ш. Сорель, П. Скаррон). В рамках стиля барокко рождаются его разновидности, направления: маринизм (Италия), гонгоризм (культеранизм) и консептизм (Испания), эвфуизм и метафизическая школа (Англия), прециозная литература (Франция), макаронизм, то есть смешанное польско-латинское стихосложение (Польша).
Действия романов часто переносятся в вымышленный мир античности, в Грецию, придворные кавалеры и дамы изображаются в виде пастушков и пастушек, что получило название пасторали (Оноре д’Юрфе, «Астрея»). В поэзии процветают вычурность, использование сложных метафор. Распространены такие формы, как сонет, рондо, кончетти (небольшое стихотворение, выражающее какую-нибудь остроумную мысль), мадригалы.
На западе в области романа выдающийся представитель — Г. Гриммельсгаузен (роман «Симплициссимус»), в области драмы — П. Кальдерон (Испания). В поэзии прославились В. Вуатюр (Франция), Д. Марино (Италия), дон Луис де Гонгора-и-Арготе (Испания), Д. Донн (Англия). Во Франции в этот период процветала «прециозная литература». Культивировали её тогда, главным образом, в салоне мадам де Рамбуйе, одном из аристократических салонов Парижа, наиболее модном и знаменитом. В Испании барочное направление в литературе получило название «гонгоризма» по имени виднейшего представителя (см. выше).
Барокко в польской литературе представлено поэзией героического и эпического направления Збигнева Морштына, Вацлава Потоцкого, Веспасиана Коховского (тематика поэзии которых во многом обусловлена богатой событиями военной биографией всех троих), придворного (так называемый макаронический стиль, популярный в конце XVII века) Яна Анджея Морштына, философского Станислава Гераклиуша Любомирского; в прозе — преимущественно мемуарной литературой (наиболее значимое произведение — «Мемуары» Яна Хризостома Пасека).
В России к литературе барокко относятся С. Полоцкий, Ф. Прокопович.
В Немецкой литературе традиции стиля барокко поддерживаются до сих пор членами литературного сообщества «Блюменорден». Они собираются летом на литературные праздники в роще Иррхайн под Нюрнбергом. Общество организовал в 1646 году Георг Филипп Харсдёрффер с целью восстановить и поддержать немецкий язык, сильно испорченный в годы Тридцатилетней войны.
Теоретически поэтика барокко была разработана в трактатах «Остроумие, или искусство изощрённого ума» Бальтасара Грасиана (1648) и «Подзорная труба Аристотеля» Эмануэле Тезауро (1655).

## Музыка барокко
Музыка Барокко появилась в конце эпохи ренессанса и предшествовала музыке эпохи классицизма.
Представители — Пёрселл, Люлли, Вивальди, Бах, Гендель. Ведущее положение у жанров кантаты, оратории, оперы. Характерно противопоставление хора и солистов, голосов и инструментов, сочетание крупномасштабных форм, тяготение к синтезу искусства при одновременной тенденции к обособлению музыки от слова (возникновение инструментальных жанров).

## Мода эпохи барокко
Мода эпохи барокко соответствует во Франции периоду правления Людовика XIV, второй половине XVII века. Это время абсолютизма. При дворе царили строгий этикет, сложный церемониал. Костюм был подчинён этикету. Франция была законодателем моды в Европе, поэтому в других странах быстро переняли французскую моду. Это был век, когда в Европе установилась общая мода, а национальные особенности отошли на задний план или сохранились в народном крестьянском костюме. До Петра I европейские костюмы носили также и в России некоторые аристократы, хотя не повсеместно.
Для костюма были характерны чопорность, пышность, изобилие украшений. Идеалом мужчины был Людовик XIV, «король-солнце», искусный наездник, танцор, стрелок. Он носил высокие каблуки.
Сначала, когда он был ещё ребёнком (он взошёл на престол в возрасте 4 лет), в моду вошли короткие курточки, называемые брасьер, богато украшенные кружевами. Тогда же в моду вошли штаны, ренгравы, похожие на юбку, широкие, также обильно украшенные кружевами, которые продержались долго. Позже появился жюстокор (justaucorps с фр. — «точно по корпусу») — тип кафтана, длиной до колен, в эту эпоху его носили застёгнутым, поверх него носили пояс. Под кафтан надевали камзол, без рукавов. Кафтан и камзол можно сопоставить с более поздними пиджаком и жилетом, в которые они превратятся через 200 лет. Воротник у жюстокора сначала был отложной, с полукруглыми вытянутыми вниз концами. Позже его сменило жабо. Кроме кружев, на одежде было много бантов, на плечах, на рукавах и штанах — целые серии бантов. В предыдущую эпоху, при Людовике XIII, были популярны сапоги (ботфорты). Это — полевой вид обуви, их носило обычно военное сословие. Но в то время были часты войны, и в сапогах ходили повсюду, даже на балах. Их продолжали носить и при Людовике XIV, но только уже по прямому их предназначению, — в поле, в военных походах. В гражданской обстановке на первое место вышли туфли. До 1670 года они украшались пряжками, затем пряжки были вытеснены бантами. Сложно украшенные пряжки называли аграф.
Женское платье было, в отличие от платья предыдущего периода, не на каркасе, а на подкладке из китового уса. Оно плавно расширялось к низу, сзади носили шлейф. Полный женский костюм состоял из двух юбок, нижней (фрипон) и верхней (модест). Первая — светлая, вторая — более тёмная. Нижняя юбка была видна, верхняя расходилась в стороны от нижней части лифа. По сторонам юбку украшали драпировки. Драпировки были также и по краю декольте. Декольте было широким, открывало плечи. Талия — узкая, под платьем носили корсет. Если при Людовике XIII женщины носили мужские шляпы(они тогда заимствовали у мужчин много элементов костюма), то сейчас в моду вошли причёски, лёгкие косынки или чепчики. В 1660-е годы модны были причёски манчини и севинье, по имени племянницы кардинала Мазарини, в которую король был в юности влюблён, и по имени знаменитой писательницы. Позже в моду вошла причёска фонтанж (не следует путать с чепчиком «фонтанж»), по имени одной из любовниц короля. Это высокая причёска, из множества локонов. В истории костюма причёску также именуют куафюра.
Мужчины носили пышные парики, высоко торчащие вверх, и низко распускавшиеся по плечам. Парики вошли в обиход ещё при Людовике XIII, который был лыс. Теперь они стали намного пышнее. Шляпы в 1660-е годы были широкополые с высокой тульёй. В конце века их сменила треуголка, которая осталась популярной и в следующем XVIII веке.
В моду также вошли зонтики, у женщин — муфты, веера. Без меры использовалась косметика. Появились мушки, лица и парики пудрили для белизны, а чёрная мушка создавала контраст. Парики были так сильно напудрены, что шляпы тогда часто носили в руках. Как мужчины, так и женщины носили трости. Перевязь (бандульера), на которой носили шпаги, вошла в моду ещё в предыдущую эпоху. Ещё раньше шпаги носили на портупее, тонком ремешке, пристёгнутом к поясному ремню. Перевязь была прежде кожаной, теперь её делали также из муара. Материалы того времени: шерсть, бархат, атлас, парча, тафта, муар, камлот, хлопок.

## Декоративно-прикладное искусство барокко
В декоративно-прикладном искусстве эпохи барокко отражаются общие черты стиля, такие как: пышность, причудливость, обилие декора и сложных узоров.
- Золото и позолота широко используются как в ювелирных украшениях, так и в прочих предметах роскоши (настольные и карманные часы, сосуды, позолоченная фурнитура мебели, посуда и т. д.)
- Сосуды для питья причудливой формы (например, кубки из скорлупы кокоса, оправленной в серебро и украшенной эмалью[28]; кубки-наутилусы, кружки из резной слоновой кости)
- Широкое использование разноцветной эмали, драгоценных камней примитивной огранки (изумруды, рубины, алмазы, реже сапфиры)
- В обиход входят карманные и каминные часы, которые являются предметами роскоши, поэтому нередко изготавливаются из золота, украшаются эмалью и драгоценными камнями. Каминные или настольные часы небольшого размера обильно декорируются и иногда совмещаются с несессером или декоративными фигурками из фарфора или позолоченной бронзы
- Женщины носят серьги, кольца, ожерелья и броши, которые впервые в европейской истории становятся самостоятельным украшением, а не декорированной застежкой. Браслеты не пользуются популярностью, поскольку их сложно носить с пышными рукавами, отделанными кружевом, под которыми не видно запястий. Мужчины носят кольца и, если положено по статусу, ожерелья в виде золотых цепей. Кроме того, и мужской, и женский костюмы могут украшаться драгоценными пуговицами, застежками и подвесками (например, знаменитые подвески королевы из романа Александра Дюма представляли собой декоративные элементы, крепившиеся к платью)
- Характерным изделием эпохи являются подвески и броши из барочного жемчуга в оправе из золота, эмали и драгоценных камней, которым придается причудливая форма какого-либо животного или предмета (дракон, птица, корабль, люди и т. д.)
- Для стиля барокко не характерно пустое пространство, поэтому любой декорируемый объект, будь то предмет мебели, платье или утварь, покрывался обильными узорами, росписью, инкрустациями; либо же использовался наборный метод, позволяющий сочетать различные материалы (например, дерево разных цветов и фактуры)

## Барокко в интерьере
Для стиля барокко характерна показная роскошь, хотя он сохраняет в себе такую важную черту классического стиля, как симметрия.
Настенная роспись (один из видов монументальной живописи) использовалась в украшении европейских интерьеров с раннехристианских времён. В эпоху барокко она получила наибольшее распространение. В интерьерах использовалось много цвета и крупных, богато украшенных деталей: потолок, украшенный фресками, мраморные стены и части декора, позолота. Характерны были цветовые контрасты — например, мраморный пол, оформленный плитками в шахматном порядке. Обильные позолоченные украшения были характерной чертой данного стиля.
Мебель была предметом искусства, и предназначалась практически только для украшения интерьера. Стулья, диваны и кресла обивались дорогой, богато окрашенной тканью. Были широко распространены огромные кровати с балдахинами и струящимися вниз покрывалами, гигантские шкафы. Зеркала украшались скульптурами и лепниной с растительным узором. В качестве материала для мебели часто использовался южный орех и цейлонское чёрное дерево.
Стиль барокко не подходит для небольших помещений, так как массивная мебель и украшения занимают большой объём в пространстве. Воспроизведения атмосферы стиля барокко в настоящее время возможно с помощью стилизации и использования таких деталей барокко, как:
- статуэтки и вазы с растительным орнаментом;
- гобелены на стенах;
- зеркало в золочёной раме с лепниной;
- стулья с резными спинками и т. д.

Используемые детали должны сочетаться между собой в художественно-эстетическом плане.